# Asgata
Asgata (em grego:  Ασγάτα) é uma aldeia no distrito de Limassol, Chipre, localizada a seis quilômetros a nordeste de Monagroulli. A aldeia está situada no meio de um vale de 190 metros de altitude e é considerada a aldeia mais oriental do distrito de Limassol, localizada a 26 quilômetros do centro da cidade.